# عمان ایر
عمان ایر (به عربی: الطيران العماني) شرکت هواپیمایی ملی کشور عمان است. که درفرودگاه بین‌المللی مسقط واقع در السیب در نزدیکی مسقط، مستقر شده‌است و پروازهای برنامه‌ریزی شده و چارتر داخلی وخارجی را انجام می‌دهد. مقر اصلی عمان ایر فرودگاه بین‌المللی مسقط است. این شرکت یکی از اعضای پیمان حمل و نقل هوایی عربی است. عمان ایر در ابتدای مارس ۲۰۱۰ توانست اولین شرکت هواپیمایی جهان باشد که خدمات تلفن همراه واینترنت وای‌فای را به صورت همزمان در حین پرواز ارائه دهد.
در سال ۲۰۱۱ عمان توانست در France’s Laurier d’Or du Voyage d’Affaires جایزه طلایی خطوط پروازی سال را از آن خود کند.

## نگارخانه

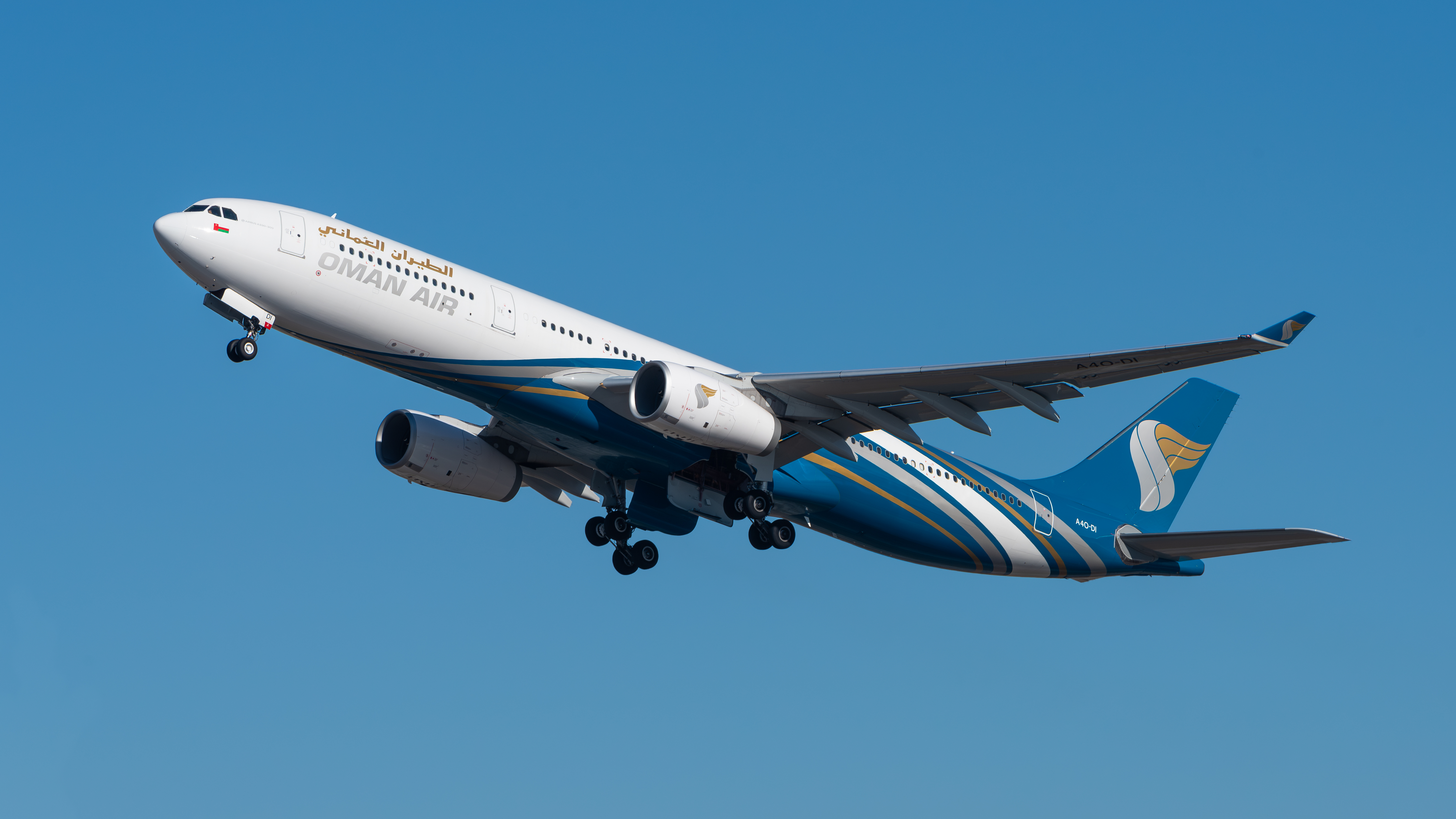
ایرباس -۳۳۰ آ متعلق به هواپیمایی عمان در حال تیک‌آف از فرودگاه فرانکفورت.
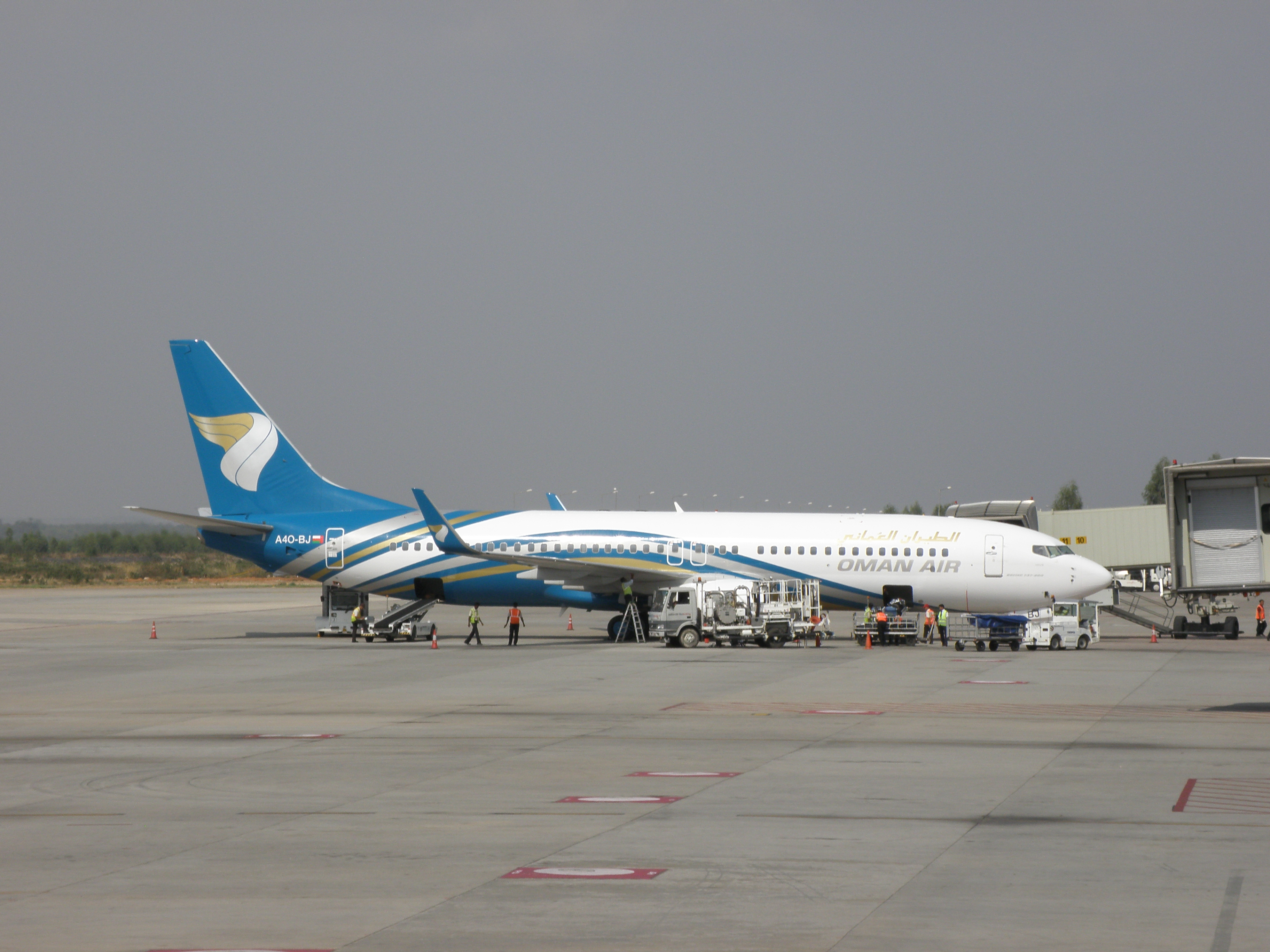
یک فروند Boeing 737-800 متعلق به عمان ایر در فرودگاه بین‌المللی بنگالورو
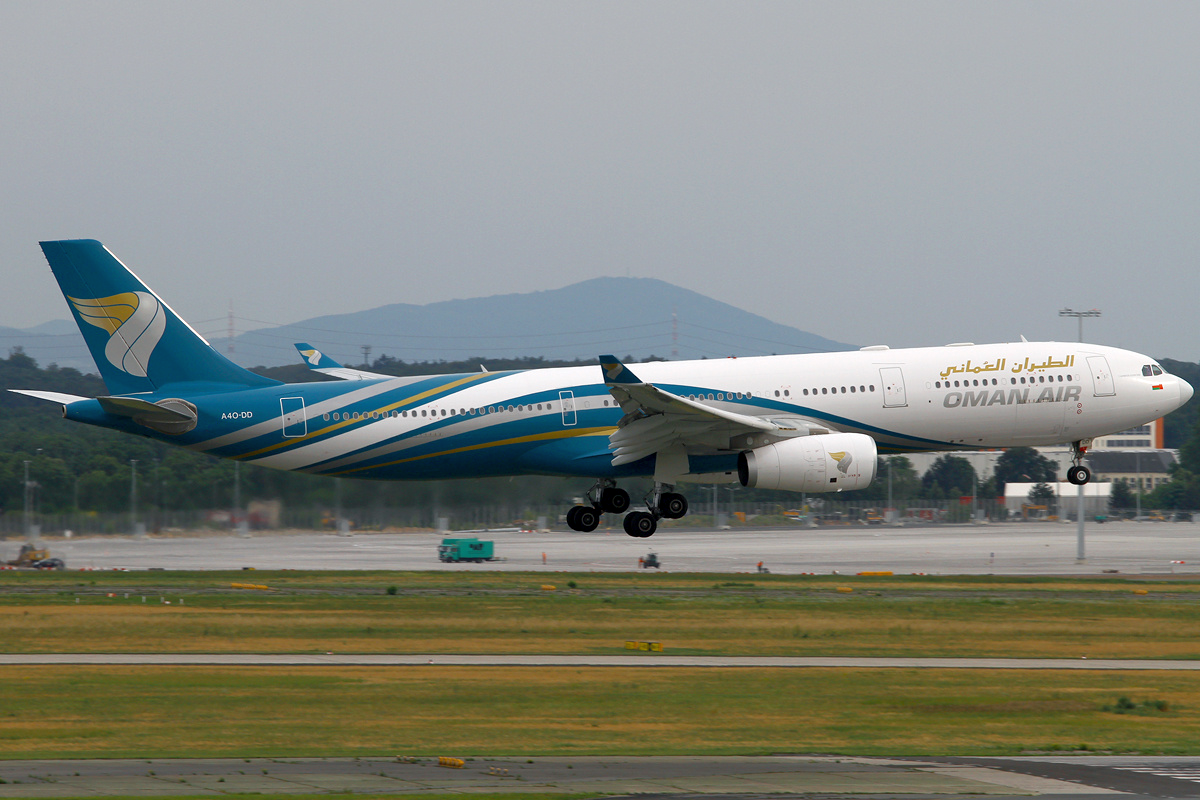
ایرباس -۳۳۰ متعلق به عمان ایر در فرودگاه بین‌المللی فرانکفورت. (۲۰۱۱)